# RC Paris
Racing Club de France football Colombes 92 (pronunție în franceză [ʁasiŋ klœb də fʁɑ̃s]; cunoscut și ca Racing Paris, RCF Paris, Matra Racing, Racing Club, sau simplu Racing) este un club de fotbal francez din Colombes, suburbia Parisului.

## Istoric denumiri
- Racing Club de France : (1896-1932, 1966-1981, 2005-2007)
- Racing Club Paris : (1932-1966, 1981-1987, 1999-2005)
- Matra Racing : (1987-1989)
- Racing Paris 1 : (1989-1991)
- Racing 92 : (1991-1995)
- Racing Club de France 92 : (1995-1999)
- Racing Club de France football 92 : (2007-2009)
- Racing Club de France Levallois 92 : (2009-2012)
- Racing Club de France Colombes 92 : (2012-)

## Lotul actual
La 29 noiembrie.
| Nr. |                  | Poziție | Jucător             |
| --- | ---------------- | ------- | ------------------- |
|     | Franța           | P       | Cédric De Cicco     |
|     | Franța           | P       | Vincent Magniez     |
|     | Franța           | F       | Sami Couradin       |
|     | Maroc            | F       | Yassin El Mobaraky  |
|     | Coasta de Fildeș | F       | Eric Liri           |
|     | Franța           | F       | Moussa Kebé         |
|     | Coasta de Fildeș | F       | Franck Michaël Guei |
|     | Franța           | F       | Julien Simoeys      |
|     | Franța           | F       | Patrick Roselia     |
|     | Franța           | F       | Sofian Saidi        |
|     | Iran             | F       | Shahriar Shandiz    |
|     | Franța           | F       | Marwin Martinon     |
|     | Franța           | F       | Sébastien Pihourd   |
|     | Franța           | M       | Mickaël Beaudeau    |

| Nr. |                  | Poziție | Jucător          |
| --- | ---------------- | ------- | ---------------- |
|     | Franța           | M       | Yoran Kalkoul    |
|     | Franța           | M       | Kalifa Macalou   |
|     | Franța           | M       | Gabriel Marena   |
|     | Franța           | M       | Frédéric Mocka   |
|     | Franța           | M       | Paul Soudé       |
|     | Franța           | M       | Kevin Zonzon     |
|     | Coasta de Fildeș | A       | Stéphane Abale   |
|     | Franța           | A       | Faiçal Ahjli     |
|     | Togo             | A       | Komivi Ameyapoh  |
|     | Senegal          | A       | Mohamed Faye     |
|     | Mali             | A       | Mamadou Kanté    |
|     | Franța           | A       | Soualio Karaboué |
|     | Senegal          | A       | Tété Mendy       |
|     | Haiti            | A       | Fabrice Valcin   |

## Internaționali importanți
Marcel Capelle
Edmond Delfour
André Tassin
Emile Veinante
Alexandre Villaplane
Robert Défassé
Raoul Diagne
Auguste Jordan
Roger Marche
Abdelmajid Bourebbou
Maxime Bassis
Hallem Bennabrouk
Enzo Francescoli
François Omam Biyik

### Antrenori
| Dates     | Name                 |
| --------- | -------------------- |
| 1932–1933 | Curtis Booth         |
| 1933–1934 | Peter Farmer         |
| 1934–1935 | Jimmy Hogan          |
| 1935–1939 | George Kimpton       |
| 1939–1940 | Elie Rous            |
| 1940–1943 | Émile Veinante       |
| 1943–1944 | Robert Fischer       |
| 1944–1952 | Paul Baron           |
| 1952      | Auguste Listello     |
| 1952–1958 | Auguste Jordan       |
| 1958–1964 | Pierre Pibarot       |
| 1964      | André Jeampierre     |
| 1964–1965 | Paul Baron           |
| 1965–1966 | Lucien Troupel       |
| 1970–1975 | Paul Jurilli         |
| 1978–1982 | Jean-Marie Lawniczak |
| 1982–1984 | Alain De Martigny    |

| Dates        | Name                 |
| ------------ | -------------------- |
| 1984–1986    | Victor Zvunka        |
| 1986         | Silvester Takač      |
| 1986–1987    | Victor Zvunka        |
| 1987–1988    | Artur Jorge          |
| 1988–1989    | René Hauss           |
| 1989–1990    | Henryk Kasperczak    |
| 1990–1992    | Luc Bruder           |
| 1992–1993    | Camille Choquier     |
| 1993–2000    | Jean-Marie Lawniczak |
| 2000–2002    | Jean-Michel Cavalli  |
| 2002         | Régis Roche          |
| 2002–2004    | Jean-Guy Wallemme    |
| 2004–2005    | Stéphane Paille      |
| 2008–2010    | Ali Tabti            |
| 2010–present | Azzedine Meguellatti |

## Palmares

### Campionat
- Ligue 1

Campion (1): 1936
Vice-campion (2): 1961, 1962
- Ligue 2

Campion (1): 1986
- Championnat de France amateur

Campion (1): 2004 (Group D)
- Championnat de France amateur 2

Campion (1): 2007 (Group F)
- Division d'Honneur (Paris Île-de-France)

Campion (1): 1973

### Cupă
- Coupe de France

Campion (5): 1936, 1939, 1940, 1945, 1949
Runners-Up (3): 1930, 1950, 1990
- Coupe Gambardella

Campion (2): 1959, 1987

### Altele
- USFSA Championnat

Campion (1): 1907
- USFSA Paris Championnat

Campion (6): 1902, 1903, 1907, 1908, 1911, 1919
- FFFA Ligue de Paris

Campion (2): 1931, 1932
- Coupe Dewar

Campion (4): 1905, 1906, 1907, 1912
Runners-Up (1): 1901